# شرکت وولورث
شرکت وولورث (انگلیسی: F. W. Woolworth Company) Woolworth) یک شرکت خرده فروشی و یکی از پیشگامان اصلی فروشگاه five-and-dime بود.
تحصن گرینزبورو در یکی از فروشگاه‌های این شرکت شکل گرفت.